# Kamen Rider Heisei Generations Final: Build & Ex-Aid with Legend Rider
Kamen Rider Heisei Generations Final: Build & Ex-Aid with Legend Riders (仮面ライダー平成ジェネレーションズ FINAL ビルド&エグゼイドwithレジェンドライダー Kamen Raidā Heisei Jenerēshonzu Fainaru Birudo Ando Eguzeido Wizu Rejendo Raidā) là phần phim crossover giữa Kamen Rider Build và Kamen Rider Ex-Aid. Trong phim cũng có sự góp mặt của Kamen Rider OOO, Kamen Rider Fourze, Kamen Rider Gaim and Kamen Rider Ghost. Ra rạp ngày 09/12/2017 và là phần thứ hai trong chuỗi phim Rider Generations.

## Nội dung
Sento và Ryuga bị những Smash kì lạ tấn công nhưng thật ra họ không biết đó là Bugsters, Sento vô tình sử dụng Game và Doctor bottle để trở thành rider mà anh không biết tên. Sau đó Banjou bị đưa tới thế giới của Ex-Aid nơi không có Sky-Wall. Bị tấn công nhóm của Emu bị mất sức mạnh.
Parad vì lý do nào đó đã ở thế giới của Build, Sento giúp anh và tìm cách ngăn hai thế giới không va vào nhau.
Trong lúc khó khăn Emu và Banjou gặp được Kamen Rider OOO cùng lúc đó Kamen Riders Fourze và Gaim giúp Sento và Emu ngăn chặn cỗ máy Enigma phá hủy hai thế giới. Build và Ex-Aid đánh bại Bi-Kaiser và ngăn chặn sự hủy diệt. Sau trận chiến, Onari trở về  đền Daitenkū-ji trong khi đó Ankh's chia tay Eiji và hứa rằng họ sẽ gặp lại..

## Diễn viên
- Sento Kiryū (桐生 戦兎 Kiryū Sento?): Atsuhiro Inukai (犬飼 貴丈 Inukai Atsuhiro?)
- Ryūga Banjō (万丈 龍我 Banjō Ryūga?): Eiji Akaso (赤楚 衛二 Akaso Eiji?)
- Misora Isurugi (石動 美空 Isurugi Misora?): Kaho Takada (高田 夏帆 Takada Kaho?)
- Sawa Takigawa (滝川 紗羽 Takigawa Sawa?): Yukari Taki (滝 裕可里 Taki Yukari?)
- Takumi Katsuragi (葛城 巧 Katsuragi Takumi?): Yukiaki Kiyama (木山 廉彬 Kiyama Yukiaki?)
- Gentoku Himuro (氷室 幻徳 Himuro Gentoku?): Kensei Mikami (水上 剣星 Mikami Kensei?)
- Sōichi Isurugi (石動 惣一 Isurugi Sōichi?): Yasuyuki Maekawa (前川 泰之 Maekawa Yasuyuki?)

- Emu Hojo (宝生 永夢 Hōjō Emu?): Hiroki Iijima (飯島 寛騎 Iijima Hiroki?)
- Hiiro Kagami (鏡 飛彩 Kagami Hiiro?): Toshiki Seto (瀬戸 利樹 Seto Toshiki?)
- Taiga Hanaya (花家 大我 Hanaya Taiga?): Ukyo Matsumoto (松本 享恭 Matsumoto Ukyō?)
- Kuroto Dan (檀 黎斗 Dan Kuroto?): Tetsuya Iwanaga (岩永 徹也 Iwanaga Tetsuya?)
- Asuna Karino (仮野 明日那 Karino Asuna?): Ruka Matsuda (松田 るか Matsuda Ruka?)
- Kiriya Kujo (九条 貴利矢 Kujō Kiriya?): Hayato Onozuka (小野塚 勇人 Onozuka Hayato?)
- Nico Saiba (西馬 ニコ Saiba Niko?): Reina Kurosaki (黒崎 レイナ Kurosaki Reina?)
- Parad (パラド Parado?): Shouma Kai (甲斐 翔真 Kai Shōma?)

- Eiji Hino (火野 映司 Hino Eiji?): Shu Watanabe (渡部 秀 Watanabe Shū?)
- Ankh (アンク Anku?): Ryosuke Miura (三浦 涼介 Miura Ryōsuke?)
- Gentaro Kisaragi (如月 弦太朗 Kisaragi Gentarō?): Sota Fukushi (福士 蒼汰 Fukushi Sōta?)
- JK (ジェイク Jeiku?): Shion Tsuchiya (土屋 シオン Tsuchiya Shion?)
- Chuta Ohsugi (大杉 忠太 Ōsugi Chūta?): Takushi Tanaka (田中 卓志 Tanaka Takushi?, of Ungirls)
- Kouta Kazuraba (葛葉 紘汰 Kazuraba Kōta?): Gaku Sano (佐野 岳 Sano Gaku?)
- Takeru Tenkūji (天空寺 タケル Tenkūji Takeru?): Shun Nishime (西銘 駿 Nishime Shun?)
- Onari (御成?): Takayuki Yanagi (柳 喬之 Takayuki Yanagi?)

- Kaisei Mogami (最上 魁星 Mogami Kaisei?): Kenji Ohtsuki (大槻 ケンヂ Ōtsuki Kenji?)
- Kamen Rider Grease (仮面ライダーグリス Kamen Raidā Gurisu?): Kouhei Takeda (武田 航平 Takeda Kōhei?)
- Hoodie Ghosts (パーカーゴースト Pākā Gōsuto?): Tomokazu Seki (関 智一 Seki Tomokazu?)
- Build Driver and Nebula Steam Gun Voices: Katsuya Kobayashi (小林 克也 Kobayashi Katsuya?)
- Rider Gashat Voice: Hironobu Kageyama (影山 ヒロノブ Kageyama Hironobu?)
- Ghost Driver Equipment and Eyecon Driver G Voices: m.c.A.T
- Sengoku Driver Equipment Voice: Seiji Hiratoko (平床 政治 Hiratoko Seiji?)
- O Scanner Voice: Akira Kushida (串田 アキラ Kushida Akira?)

## Âm nhạc
- "Kamen Rider Heisei Generations Final Special Medley" (仮面ライダー平成ジェネレーションズFINAL スペシャル・メドレー Kamen Raidā Heisei Jenerēshonzu Fainaru Supesharu Medorē?)

A medley of the opening theme songs from Kamen Rider Build, Kamen Rider Ex-Aid, Kamen Rider Ghost, Kamen Rider Fourze, Kamen Rider Gaim and Kamen Rider OOO.

## Doanh thu
Kamen Rider Heisei Generations Final: Build & Ex-Aid with Legend Rider thu được 10.2 triệu dollar theo Japanese box office.